# 行策
行策（1628年—1682年），江苏宜兴人，字截流。清朝佛教高僧，净土宗十祖。
其父蒋全昌与憨山德清有亲交，后行策父母双亡，23岁投于武林理安寺箬庵通问门下，后住报恩寺，经庵瑛劝修净土。清康熙二年（1663年），于杭州法华山结庵（莲柎庵）专修净土。康熙九年，为虞山普仁院主持，复兴净土宗。康熙二十一年圆寂。著作有《金刚经疏记会编》、《劝发真信文》、《起一心精进念佛七期规式》、《宝镜三昧本义》等。